# Operação Rock City
Operação Rock City foi uma operação da Polícia Federal (PF) que representou a 62ª fase da Operação Lava Jato deflagrada em julho de 2019. Esta nova etapa mira o pagamento de propinas disfarçadas de doações eleitorais e operações de lavagem de dinheiro feitas pelo Grupo Petrópolis, da marca de cerveja Itaipava.
Segundo a PF, foram expedidos um mandado de prisão preventiva, cinco mandados de prisão temporária e 33 mandados de busca e apreensão.
Alvo da operação, Walter Faria mantinha controle de 38 empresas offshore distintas com contas bancárias no EFG Bank de Lugano, de acordo com a força-tarefa do Ministério Público Federal (MPF) no Paraná.
Segundo o MPF, a operação teve como origem um esquema de sonegação tributária "que contava com a burla de medidores de produção de cerveja". "A bebida era vendida a pequenos comerciantes em espécie e, então, os valores eram entregues à Odebrecht". Segundo acusação, o grupo denunciado movimentou mais de 1,1 bilhão de reais entre 2006 e 2014.